# Hydroporus pilosus
Hydroporus pilosus es una especie de coleóptero de la familia Dytiscidae.
Es endémico de las islas Canarias (España). 